# Ali Wentworth
Pour les articles homonymes, voir Wentworth.
Ali Wentworth, nom de scène d'Alexandra Elliott Wentworth, née le 12 janvier 1965, est une actrice, comédienne, auteure et productrice américaine.

## Biographie
La mère d'Alexandra Elliott Wentworth, Muffie Cabot (née Mabel Bryant Hobart), était la secrétaire sociale de Nancy Reagan à la Maison Blanche de 1981 à 1983. Son père, Eric Wentworth, était journaliste pour le Washington Post. Son beau-père, Henry Brandon, était le correspondant à Washington du Sunday Times de Londres.
Ali Wentworth fréquente la Dana Hall School for Girls à Wellesley, au Massachusetts, et étudie le théâtre au Bard College à Annandale-on-Hudson, New York, avant d'obtenir son diplôme de l'Université de New York,.
Wentworth a fait ses débuts en tant que membre de la distribution de la série comique de sketchs Fox In Living Color de 1992 à 1994. Au programme, elle était connue pour avoir interprété Cher, Amy Fisher, Hillary Clinton, la princesse Diana, Brooke Shields, Lisa Marie Presley, Sharon Stone et d'autres personnages. Ses personnages récurrents comprenaient Candy Cane, une animatrice d'émission pour enfants dérangée qui avait eu une série de mauvaises relations avec ses collègues masculins, et la fille adolescente aux mœurs légères du grand-père Jack McGee (Jim Carrey) dans The Dysfunctional Home Show.
Wentworth a fait des apparitions en tant que correspondant sur The Tonight Show avec Jay Leno et The Oprah Winfrey Show. En 1995, elle incarne la petite amie de Jerry Seinfeld, Sheila (« Schmoopie ») dans le mémorable épisode « Soup Nazi » de Seinfeld. Elle a eu un rôle récurrent en tant que patron du personnage principal de la série WB Felicity.
Wentworth a joué dans la comédie Head Case sur le réseau de télévision Starz,. Elle a joué dans l'émission NBC The Marriage Ref. Elle a animé Daily Shot, un court segment de talk-show quotidien sur Yahoo! Briller.
En 2016, Wentworth a créé et joué dans Nightcap en tant que personnage principal Staci Cole. La série a été diffusée pendant deux saisons.
Wentworth est apparue en tant qu'invité célèbre dans l'épisode du 23 juillet 2017 de The $ 100,000 Pyramid, face à Kathy Najimy, aidant son partenaire candidat à remporter le grand prix de 150 000 $. En 2020, Wentworth a lancé un podcast Go Ask Ali en partenariat avec shondaland audio,. En 2022, elle publie un livre, Ali's Well That Ends Well, sur la découverte de l'humour dans la pandémie de COVID-19.

## Vie privée
Alexandra Wentworth est mariée à George Stephanopoulos, présentateur en chef d'ABC News, correspondant et ancien conseiller politique de l'administration Clinton. Ils se sont rencontrés lors d'un rendez-vous à l'aveugle en avril 2001 et se sont fiancés deux mois plus tard. Ils se sont mariés le 20 novembre 2001 à la cathédrale archidiocésaine de la Sainte Trinité dans l'Upper East Side de New York lors d'un long service. Ils ont deux filles, Elliott Anastasia Stephanopoulos (née le 9 septembre 2002) et Harper Andrea Stephanopoulos (née le 2 juin 2005).
Dans un épisode de Comedians in Cars Getting Coffee, Wentworth a déclaré qu'un « écrivain bien connu » avait un jour offert 40 000 $ pour passer une nuit avec elle.

## Filmographie partielle

### Actrice

#### Au cinéma
- 1996 : Jerry Maguire : Bobbi Fallon
- 1996 : Big Packages : Susan
- 1997 : Le Plus Fou des deux : Tiffany Whitfield
- 1997 : Une vraie blonde : Raina
- 1999 : 35 heures, c'est déjà trop : Anne
- 1999 : Life Among the Cannibals : chanteuse suicidaire
- 1999 : Live Virgin : Mitzi
- 2000 : Meeting Daddy : Melanie Branson
- 2009 : Pas si simple : Diane
- 2013 : Défendu de Drake Doremus : Wendy Sebeck
- 2015 : La Famille Fang : Sally Schiff
- 2023 : Pretty Baby: Brooke Shields, film documentaire en deux parties de Lana Wilson : elle-même
- Quarter : Ali (en post-production)

#### À la télévision
- 1992-1994 : In Living Color (en) : divers rôles (série télévisée, 63 épisodes)
- 1994 : Hardball (en) : Lee Emory (série télévisée, 9 épisodes)
- 1995 : Seinfeld : Sheila (série télévisée, 1 épisode)
- 1997 : Le Monde merveilleux de Disney : Alex Davis (série télévisée, 1 épisode : Un nouveau départ pour la Coccinelle de Peyton Reed)
- 1999 : Felicity : Abby (série télévisée, 2 épisodes)
- 2001 : Appelez-moi le Père Noël ! : Lucie (téléfilm)
- 2007-2009 : Head Case (en) : Dr. Elizabeth Goode (série télévisée, 28 épisodes)
- 2013 : Cougar Town : Jessica (série télévisée, 1 épisode)
- 2013 : Blue Bloods : Naomi  (série télévisée, 1 épisode)
- 2014 : The Michael J. Fox Show : Trista (série télévisée, 1 épisode)
- 2015 : The Jim Gaffigan Show (en) : Ali Wentworth  (série télévisée, 1 épisode)
- 2015 : New York, unité spéciale : Lady in Park  (série télévisée, 1 épisode)
- 2016 : The Good Wife : Crystal Dosek (série télévisée, 1 épisode)
- 2016-2017 : Nightcap (en) : Staci Cole (série télévisée, 20 épisodes)
- 2019 : Will et Grace : Dr. Superstein (série télévisée, 1 épisode)
- 2020 : Quarantine, I Love You (série télévisée)
- 2020 : Search Party (en) : Rich Woman  (série télévisée, 1 épisode)

#### Jeux vidéo
- 1997 : Nightmare Ned (en) : Medical Shadow Creature / Dr. Klutzchnik (voix)

### Elle-même
- 2012-14 : Daily Shot With Ali Wentworth : animatrice
- 2014 : Comedians in Cars Getting Coffee (Crackle.com) : elle-même (saison 5, épisode 6)
- 2015-2022 : Live with Kelly and Ryan : animatrice invitée
- 2022 : Would I Lie to You? (US) : elle-même (épisode : « Banana Bread »)
- 2022 : The Parent Test : animatrice

### Scénariste / producteur
- 2007 : Head Case (28 épisodes, 2007-2009)

## Récompenses et distinctions
- (en) Ali Wentworth: Awards, sur l'Internet Movie Database